# 夢紗
つじむら ゆみこ（1984年2月6日 - 、旧名 夢紗〈ゆめさ〉）は神奈川県湘南（藤沢市）出身のシンガーソングライター。本名は辻村優美子。オリコン「サビだけ.com」にて1000曲の応募曲の中から一般投票で1位を獲得。ユーザー特別賞を受賞。2007年にDAIPRO-Xよりメジャー・デビュー。

## ディスコグラフィー

### シングル

#### 夢紗 名義
1. 桜の約束（2007年1月24日）
  1. 桜の約束
  2. 心に
2. 瑠璃の風（2007年5月23日）
  1. 瑠璃の風
  2. 24時間
  3. 硝子のココロ

### アルバム

#### 夢紗 名義
1. Innocent Love（2007年1月24日）
  1. 瑠璃の風
  2. 友灯星
  3. 桜の約束
  4. 3回目のラブコール
  5. 素直に言えたら
  6. 世優歌
  7. Birthday Song
  8. My memories
  9. 愛しき人よ
  10. もう一度だけ、ただ一度だけ
  11. Love is Sunshine